# Flora MacDonald
Flora MacDonald (ur. 1722 w Milton, zm. 5 marca 1790 w Kingsburgh na wyspie Skye) – szkocka jakobitka.

## Życiorys
Córka Ranalda i Marion MacDonaldów, urodziła się w 1722 roku w Milton na wyspie South Uist w archipelagu Hebrydów Zewnętrznych. O jej wczesnym życiu wiadomo niewiele, wiadomości o tym okresie uzupełniane były jedynie przez twórców szkockiego folkloru. MacDonald była zaangażowana w działania jakobickiego powstania z lat 1745−1746. Po klęsce powstania pomogła księciu Karolowi Edwardowi w ucieczce ze Szkocji w kobiecym przebraniu, za co była kilka miesięcy więziona. Po zwolnieniu zyskała wielką popularność i uznanie w rodzinnych stronach za jej pomoc księciu. W 1750 roku wyszła za Allana Macdonalda z Kingsburgh i w 1774 roku wyemigrowała z nim i dwójką ich synów do Cheek Creek w Karoliny Północnej, gdzie zostali dobrze przyjęci przez szkockich emigrantów.
Po wybuchu amerykańskiej rewolucji jej mąż pozostał lojalistą i w 1775 roku wstąpił do brytyjskich sił kolonialnych. Po kilku potyczkach zwycięskich dla powstańców został uwięziony wzięty do niewoli, sama Flora MacDonald była przetrzymywana, a ich majątek został zajęty przez rewolucjonistów. Rodzinie umożliwiono spotkanie w Nowym Jorku w 1778 roku. Jej mąż zdecydował się osiąść z rodziną w Nowej Szkocji, ale MacDonald wróciła w 1779 roku samotnie do Szkocji. Zmarła 5 marca 1790 roku w Kingsburgh.
Alexander MacGregor poświęcił jej książkę Life of Flora Macdonald (1882).